# 张公庙镇
张公庙镇，是中华人民共和国湖南省常德市澧县下辖的一个乡镇级行政单位。

## 行政区划
张公庙镇下辖以下地区：
张公社区、荣家河社区、幸福村、黄河村、新联村、建楼村、高路铺村、兔子口村、彭山村、石塘村、九堰村、新庙村、高潮村、通讯村、国富村、联合村、柳荫村、白鹤村、合群村和护国村。